# Cono de incertidumbre
En la gestión de proyectos, el cono de Incertidumbre describe la evolución de la medida de incertidumbre durante la realización de un proyecto. La incertidumbre no solo se reduce conforme pasa el tiempo, sino que también disminuye su impacto en la gestión de riesgos, especialmente en la toma de decisiones. Cuando se inicia un proyecto, es poco lo que se sabe sobre los productos o resultados de éste, así como las estimaciones, las cuales también son parte de una gran incertidumbre. Mientras más sea la investigación y el desarrollo aplicado al proyecto, mayor será la información aprendida, por lo cual la incertidumbre disminuirá proporcionalmente, llegando incluso a 0% cuando los riesgos residuales hayan sido terminados, eliminados o transferidos. Esto sucede comúnmente hacia el final del proyecto, por ejemplo, al transferir la responsabilidad del mismo a un grupo de mantenimiento independiente.
El término "Cono de incertidumbre" es usado en la Ingeniería de Software, cuando los ambientes técnicos y de negocios cambian de manera rápida y repentina. Sin embargo, el concepto, bajo un nombre diferente, es también un principio básico establecido de la Ingeniería de costos. La mayoría de los ambientes cambian de manera lenta, tanto que pueden ser considerados como "estáticos" para la duración de un proyecto típico, y, por ende, los métodos tradiciones de gestión de proyectos se enfocan en lograr un entendimiento completo del ambiente a través de un análisis y planeación cuidadosos. Mucho antes de que se hagan inversiones significativas, la incertidumbre es reducida a un nivel en el cual los riesgos pueden ser eliminados o tratados de manera cómoda. En este tipo de ambiente, la incertidumbre se reduce rápidamente al comienzo del proyecto, y su forma ilustrada de "cono" es menos apreciable. Sin embargo, la industria de software es muy volátil, y hay una presión externa para incrementar el nivel de incertidumbre al paso del tiempo. El proyecto debe trabajar activa y continuamente para reducir el nivel de incertidumbre.
El cono de incertidumbre es limitado y reducido a través de la investigación y la toma de decisiones, lo cual remueve las fuentes de variabilidad del proyecto. Estas decisiones tratan sobre el alcance y lo que está o no incluido en el proyecto. Si éstas cambian durante el desarrollo del mismo, el cono de incertidumbre se hará más extenso.
Investigaciones originales, realizadas en el área de la ingeniera y construcción en la industria química, demostraron que los costos finales actuales tienden a exceder el presupuesto estimado por más del 100% (o por debajo, con un máximo del 50% de costo original, Bauman 1958). Investigaciones en la industria del software sobre el cono de incertidumbre demostraron que al principio del ciclo de vida del proyecto (antes de la recolección de los requisitos) se estima, generalmente, una incertidumbre de factor 4 tanto en la parte superior como en la inferior del cono (Boehm 1981). Esto significa que el esfuerzo actual o el alcance puede ser hasta 4 veces o 1/4 de la primera estimación. La tendencia de incertidumbre disminuye a través del curso y desarrollo del proyecto, aunque esta reducción no es siempre garantizada (McConnell 2006, p. 38).

## Aplicaciones
Una de las formas de aproximar el concepto del cono de incertidumbre a un proyecto es, primero, determinando cual es la estimación del punto "más probable", y posteriormente calculando los rangos mayores y menores aplicando multiplicadores predefinidos (dependiendo del nivel de incertidumbre en ese momento). Esto se puede realizar con fórmulas en hojas de cálculo, o a través del uso de un Software de administración de proyectos que permita al propietario del proyecto definir un rango mayor y menor estimado, para crear luego un horario, plan o programa que incluya el nivel de incertidumbre.
El uso de conos de incertidumbre es frecuentemente encontrado en la ilustración de pronósticos gráficos de Ciclón tropical, usado principalmente por el Centro Nacional de Huracanes de Estados Unidos, el cual también recibe el nombre de "Pista cónica pronosticada", más comúnmente conocido como el "Cono errático", "Cono de probabilidad" o "Cono de la muerte" (nótese que el objetivo del uso del cono de incertidumbre es completamente el opuesto al utilizado en el desarrollo de software. En este último, la incertidumbre rodea el estado actual del proyecto, y en el futuro el cono se estrecha, mientras que en el pronóstico de huracanes, la localización actual es conocida, y la pista futura de la tormenta se vuelve cada vez más incierta). Durante la década pasada, las tormentas tropicales han recorrido sus áreas proyectadas 2 terceras partes de las veces, y los conos en sí se contraen debido a las mejoras en la metodología. El Centro Nacional de Huracanes comenzó una aplicación de proyecciones en 2001, y finalmente comenzó a reportar sus pronósticos y resultados al público en 2003, con proyecciones de 5 días como máximo. Actualmente, el CNH trabaja en proyecciones de 7 días, pero los conos de incertidumbre son tan grandes que los posibles beneficios de la administración de desastres son aún problemáticos.

## Historia
Las bases conceptuales originales del cono de incertidumbre fueron desarrolladas con el objetivo de aumentar la eficiencia de la construcción e ingeniería de la industria química por los fundadores de la Asociación Americana de Ingenieros de Costos, ahora conocida como "AACE International". Ellos postularon un sistema de clasificación de estimaciones típicas estándar con rangos de incertidumbre en 1958 (Gorey 1958), y presentaron ilustraciones con forma de "conos" en la literatura industrial de aquel tiempo (Bauman, 1958). En el área de software, el concepto fue adoptado por Barry Boehm (Boehm, 1981). Boehm hizo referencia al concepto como la "Curva Funnel" (Stutzke, 2005). La cuantificación inicial realizada por Bohem, sobre los efectos de la "Curva Funnel" fueron subjetivos (Boehm, 1981). En trabajos posteriores, realizados por este último, en colaboración con sus colegas de la Universidad del Sur de California, se aplicaron datos extraídos de un software de la Fuerza Aérea de los Estados Unidos y de otras fuentes, para validar el modelo. Éste sería posteriormente validado a través de trabajos realizados por el Laboratorio de Desarrollo de Software de la Administración Nacional de la Aeronáutica y del Espacio. (NASA, 1990).
La primera vez que el título de "Cono de Incertidumbre" fue utilizado, fue para describir el concepto base utilizado en el Software "Guía para la Supervivencia del Proyecto". (Mcconnell, 1997). 
Para mirar la historia desde otra perspectiva, véase al G+ posting de Laurent Bossavit y su libro The Leprechauns of Software Engineering.

## Implicaciones del modelo
- Las estimaciones y juicios (por ejemplo, la duración, los costos y la calidad) pueden ser vagamente pronosticados al inicio del proyecto.
- Los cálculos y el plan del proyecto, basados en estimaciones diarias, necesitan ser hechas de nuevo en periodos regulares.
- Las incertidumbres se pueden convertir en estimaciones y deben de ser visibles en el plan del proyecto.
- Los supuestos que más tarde se convierten en errores deben de tomarse como factores mayores de incertidumbre.